# Euplexia phloeophanes
Euplexia phloeophanes är en fjärilsart som beskrevs av Turner 1943. Euplexia phloeophanes ingår i släktet Euplexia och familjen nattflyn. Inga underarter finns listade i Catalogue of Life.